# 阿韦诺哈尔
阿韦诺哈尔，是西班牙卡斯蒂利亚-拉曼恰雷阿尔城省的一个市镇。 总面积423平方公里，总人口1681人（2001年），人口密度4人/平方公里。